# Thyridanthrax perspicillaris
Thyridanthrax perspicillaris ist eine Fliege aus der Familie der Wollschweber (Bombyliidae).

## Merkmale
Die Fliegen erreichen eine Körperlänge von 8,5 bis 13 Millimetern. Der Kopf, ein Großteil der Stirn und der Hinterkopf sind schwarzgrau gefärbt und mit mattweißen Schuppenhaaren bedeckt. Das Gesicht hat einen gelben Mundrand. Die Fühler haben ein rötlich gefärbtes erstes Glied, ihr drittes ist lang, kegelförmig und schwarz gefärbt. Der Thorax ist schwarz, das Schildchen (Scutellum) rotbraun gefärbt. Der Kopf wird durch eine markante goldgelbe Krause aus Haaren eingefasst. Das Mesonotum und die Mesopleuren sind oberseits gelb. Die schwarz gefärbten Schenkel (Femora) sind weiß beschuppt, die gelb beschuppten Schienen (Tibien) sind an der Basis gelb, am apikalen Teil schwarz. Die Tarsen sind schwarz. Der Hinterleib ist rotbraun, wobei das erste Tergit schwarz ist und das zweite bis vierte mittig schwarze Flecken trägt. Am ersten und zweiten Tergit vorne, am dritten in den hinteren Ecken und am vierten sind die Tiere an der Seite lang, weiß behaart. 

## Vorkommen und Lebensweise
Die Art ist von Südeuropa bis Kleinasien verbreitet. Man findet sie im Sommer in sandigen Lebensräumen.

## Belege